# Federación Helénica de Fútbol
La Federación Helénica de Fútbol (en griego: Ελληνική Ποδοσφαιρική Ομοσπονδία o Ellinikí Podosferikí Omospondia) (EPO) es el organismo rector del fútbol en Grecia.
Fue fundada en 1926 y está afiliada a la FIFA desde 1927. En 1954 fue una de las asociaciones fundacionales de la UEFA.
Se encarga de la organización de la Liga y la Copa de Grecia, así como los partidos de la Selección de fútbol de Grecia en sus distintas categorías.